# Filmfare Awards (2014)
59-я церемония награждения Filmfare Awards проводилась 13 января 2014 года, в городе Бомбей. На ней были отмечены лучшие киноработы на хинди, вышедшие в прокат до конца 2013 года.

## Победители и номинанты
Номинанты были названы 13 января 2014 года.

## Награды и номинации

### Главные награды
| Лучший фильм | Лучшая режиссёрская работа |
| --- | --- |
| - Беги, Милка, беги! – Ракеш Омпракаш Мехра, Rajiv Tandon и P.S. Barathi - Ченнайский экспресс – Гаури Кхан - Рам и Лила – Санджай Лила Бхансали, Кишор Лулла - Безумно влюблённый – Кришика Лулла - Эта сумасшедшая молодежь - Каран Джохар | - Ракеш Омпракаш Мехра – Беги, Милка, беги! - Рохит Шетти – Ченнайский экспресс - Ананд Рай – Безумно влюблённый - Абхишек Капур – Три ошибки моей жизни - Аян Мукхерджи – Эта сумасшедшая молодежь - Санджай Лила Бхансали – Рам и Лила |
| Лучший актёр | Лучшая актриса |
| - Фархан Ахтар – Беги, Милка, беги! в роли Milkha Singh - Shahrukh Khan – Ченнайский экспресс в роли Rahul Mithaiwala - Дхануш – Безумно влюблённый в роли Kundan Shankar - Ритик Рошан – Крриш 3 в роли Rohit Mehra/Krishna Mehra - Ранбир Капур – Эта сумасшедшая молодежь в роли Kabir "Bunny" Thapar - Ранвир Сингх – Рам и Лила в роли Ram Rajari  | - Дипика Падукон – Рам и Лила в роли Leela Sanera - Дипика Падукон – Ченнайский экспресс в роли Meenalochini Azhagu Sundaram - Паринити Чопра – Настоящий индийский роман в роли Gayatri - Шраддха Капур – Жизнь во имя любви 2 в роли Aarohi Keshav Shirke - Сонакши Синха – Разбойник в роли Pakhi Roy Chaudhary - Сонам Капур – Безумно влюблённый в роли Zoya Haider |
| Мужская роль второго плана | Женская роль второго плана |
| - Навазуддин Сиддикуи – The Lunchbox в роли Shaikh - Адитья Рой Капур – Эта сумасшедшая молодежь в роли Avinash "Avi" - Анупам Кхер – 26 грабителей в роли P.K. Sharma - Панкадж Капур – Матру, Биджли и Мандола в роли Harphool "Harry" Singh Mandola - Раджкумар Рао – Три ошибки моей жизни в роли Govind Patel - Вивек Оберой - Крриш 3 в роли Kaal | - Суприя Патхак – Рам и Лила в роли Dhankor "Baa" Sanera - Дивья Дутта – Беги, Милка, беги! в роли Ishri Kaur - Калки Кеклен – Эта сумасшедшая молодежь в роли Aditi Mehra - Конкона Сен Шарма – Ведьма в роли Diana - Свара Бхаскар – Безумно влюблённый в роли Bindiya                                                                                                 |
| Лучший мужской дебют | Лучший женский дебют |
| - Дхануш – Безумно влюблённый в роли Kundan Shankar | - Ваани Капур – Настоящий индийский роман в роли Tara |
| Лучшая музыка к песне для фильма | Лучшие слова к песне для фильма |
| - Анкит Тивари, Mithoon и Джит Гангули – Жизнь во имя любви 2 - Амит Триведи – Разбойник - А.Р. Рахман – Безумно влюблённый - Притам – Эта сумасшедшая молодежь - Санджай Лила Бхансали - Рам и Лила - Вишал-Шекхар – Ченнайский экспресс | - Прасун Джоши - "Zinda" - Беги, Милка, беги! - Амитабх Бхаттачария – "Shikayatein" – Разбойник - Амитабх Бхаттачария – "Kabira" – Эта сумасшедшая молодежь - Mithoon – "Tum Hi Ho" – Жизнь во имя любви 2 - Swanand Kirkire - "Manja" - Три ошибки моей жизни |
| Лучший мужской закадровый вокал | Лучший женский закадровый вокал |
| - Arijit Singh – "Tum Hi Ho" – Жизнь во имя любви 2 - Амит Триведи – "Manja" – Три ошибки моей жизни - Анкит Тивари – "Sunn Raha Hai" – Жизнь во имя любви 2 - Бенни Давал – "Badtameez Dil" – Эта сумасшедшая молодежь - Siddharth Mahadevan – "Zinda" - Беги, Милка, беги!                                                                            | - Монали Тхакур – "Sawaar Loon" – Разбойник - Chinmayi – "Titli" – Ченнайский экспресс - Shalmali Kholgade - "Balam Pichkari" - Эта сумасшедшая молодежь - Shreya Ghoshal – "Sunn Raha Hai" - Жизнь во имя любви 2 - Shreya Ghoshal – "Nagada Sang Dhol" – Рам и Лила |

### Награды критиков
| Лучший фильм                 | Лучший фильм                      |
| ---------------------------- | --------------------------------- |
| - The Lunchbox (Ритеш Батра) |                                   |
| Лучший актёр                 | Лучшая актриса                    |
| - Раджкумар Рао – Шахид      | - Шилпа Шукла – Бакалавр искусств |

### Технические награды
| Лучший сюжет                                               | Лучший сценарий                                                                        |
| ---------------------------------------------------------- | -------------------------------------------------------------------------------------- |
| - Субхаш Капур – Джолли – бакалавр юридических наук        | - Четан Бхагат, Абхишек Капур, Супратик Сен & Pubali Chaudhari – Три ошибки моей жизни |
| Лучший диалог в фильме                                     | Лучший монтаж                                                                          |
| - Субхаш Капур – Джолли – бакалавр юридических наук        | - Аариф Шейх – День Д                                                                  |
| Лучшая хореография                                         | Лучшая операторскую работу                                                             |
| - Самир & Arsh Tanna – "Lahu Muh Lag Gaya" from Рам и Лила | - Kamaljit Negi – Кафе «Мадрас»                                                        |
| Лучшая работа художника-постановщика                       | Лучший звук                                                                            |
| - Acropolis Design – Беги, Милка, беги!                    | - Bishwadeep Chatterjee и Nihar Ranjan Samal – Кафе «Мадрас»                           |
| Лучший дизайн костюмов                                     | За влияние в киноиндустрии                                                             |
| - Долли Ахлувалиа – Беги, Милка, беги!                     | - Хитеш Соник – Три ошибки моей жизни                                                  |
| Лучшие спецэффекты                                         | Лучшая постановка боевых сцен                                                          |
| - Tata Elxsi - Байкеры 3                                   | - Том Стразерс и Guru Bachchan – День Д                                                |

### Специальные награды
| Пожизненные достижения             | Пожизненные достижения |
| ---------------------------------- | ---------------------- |
| - Тануджа                          |                        |
| Награда имени Р. Д. Бурмана        |                        |
| - Siddharth Mahadevan              |                        |
| Лучший режиссёрский дебют          |                        |
| - Ритеш Батра — Ланчбокс           |                        |
| Sony Trendsetter of the Year Award |                        |
| - Ченнайский экспресс              |                        |

## Наибольшее количество номинаций и побед
Следующие фильмы имели несколько номинаций:
- 9 номинаций: Эта сумасшедшая молодежь
- 8 номинаций: Беги, Милка, беги!, Безумно влюблённый, Жизнь во имя любви 2
- 7 номинаций: Рам и Лила, Ченнайский экспресс
- 4 номинаций: Три ошибки моей жизни, Разбойник
- 2 номинаций: Крриш 3

Следующие фильмы имели несколько наград:
- 6 побед: Беги, Милка, беги!
- 3 победы: Рам и Лила
- 2 победы: Жизнь во имя любви 2, The Lunchbox, Джолли – бакалавр юридических наук, Кафе «Мадрас», День Д, Три ошибки моей жизни